# Апокриф Иоанна
Апокриф Иоанна (или «Тайная книга Иоанна») — это гностическая апокрифическая рукопись, написанная на папирусе и датируемая IV—V вв н. э. В апокрифе излагаются основы космологического учения секты Гностиков. Апокриф Иоанна следует отличать от более позднего апокрифа (X—XI века) не гностического происхождения «Тайной книги богомилов», иногда также называемой «Тайной книгой Иоанна».

## Историография

### Датировка
Точную датировку рукописей из Наг-Хаммади трудно определить. Кодексы появились приблизительно в конце IV в. н. э. Помимо основных текстологических свидетельств, существует также косвенное подтверждение того, что рукописи из Наг-Хаммади нельзя датировать позднее IV в. н. э. 
Библейская текстология предполагает, что изначально текст апокрифа был написан на древнегреческом языке около 170 года н. э. 

### Происхождение
Как предполагается, кодексы могли принадлежать монахам первого христианского монастыря общежитного типа, основанного египетским подвижником Пахомием Великим. На это указывает переплет рукописей, изготовленный из писем сподвижников Пахомия. Помимо этого, место, где была найдена библиотека, находилось недалеко от монастыря. Таким образом, основной причиной захоронения рукописей, позволяющей нам определить приблизительную дату их создания, мог послужить указ александрийского митрополита Афанасия Великого о запрещении и уничтожении неканонических текстов. 

## Переводы на русский язык
- Перевод Афонасина Е.В., 2002, в: Античный гностицизм. Фрагменты и свидетельства. Афонасин Е.В. СПб.: Алетейа, Издательство Олега Абышко, 2002, 368 с. С. 305-320.
- Перевод Четверухина А. С., 2004, в: Сочинения гностиков в Берлинском коптском папирусе 8502 / Пер. с нем. и коптского, доп. примеч. и главы А. С. Четверухина. -СПб.: Алетейя, 2004. - 448 с. - (Серия «Востоковедение: Учебные пособия и материалы»). С. 152-369.

## Текст «Апокрифа Иоанна»

##### Часть 1 Начало
- Встреча Иоанна с фарисеем по имени Ариман
- Размышление Иоанна о спасении души, Спасителе и об Нерушимом Эоне.

##### Часть 2 Теогония и высшая космогония.
- Явление Иоанну высшей божественной триады: Отец, Мать, Сын.
- Сущность Единого, Невидимого Духа, Отца, Монады.
- Сущность и происхождение Единого Образа Отца, Матери, Барбелы, Первого человека, Мысли, Пронойи.
- Сущность и происхождение единородного и самородного Сына, Аутогена,
- Умопостигаемый космос. Плерома и четыре Света.
- Истинный Человек и три человеческих рода.

##### Часть 3 Космогония.
- Проступок последнего Эона Софии и создание протоархонта Ялдаваофа.
- Сотворение Ялдаваофом умопостигаемого мира по образу высшего.
- Самодовольство Ялдаваофа. Изъян в Плероме. Утраченное совершенство Софии.

##### Часть 4 Диалог Иоанна со Спасителем о сотериологии и антропогонии.
- «Метание» Софии. Раскаяние и спасение Софии.
- Откровение Отца. Сотворение семью силами Ялдаваофа духа первого человека по образу Небесного Человека.
- Сотворение тела человека.
- Гностическая интерпретация библейской истории о рае.
- Сотворение женщины
- Изгнание Адама и Евы из рая. Три сына. Рождение Каина и Авеля от союза Евы с Ялдаваофом. Рождение Сета от Адама и Евы.
- Просветление человека посредством духа, снизошедшего от Софии.
- Восстановление и утверждение Софии в святом высшем Эоне.

##### Часть 5 Диалог Иоанна со Христом о сотериологии.
- Борьба Ялдаваофа со Светом, со Святым Духом и Матерью: создание силами Ялдаваофа судьбы, Всемирного Потопа.
- Ответ Христа о происхождении противодействующего Духа.
- Указание Христа передать изложенное Им учение совершенному роду людей, «родственных» по духу Иоанну.

## Космогония
Спаситель рассказывает Иоанну, что в начале было Единое, Невидимый Дух. Все содержа в себе, Единое не могло быть познано. Оно неописуемо, поскольку нет ничего
внешнего относительно него. Для описание неописуемого автор использует приемы апофатического богословия, последовательно отвергая все возможные характеристики
этого Абсолюта. Сменяя различные определения друг за другом, автор называет Единое Богом, но потом говорит, что «о нем нельзя судить как о богах или чем-то [подобном], потому что Оно выше Бога». Со временем Единое, то есть Монада перешла в Плерому, то есть к единству множества эонов высшего мира. Переход от единого к множеству происходит посредством самооткровения Единого, через самопознание. Единое узнает свой образ в окружающем его свете. После того, как Единое познало себя на свет появилась Мысль — первый эон под названием Пронойя Архивная копия от 6 июля 2020 на Wayback Machine. Процесс открытия незримого в образах продолжался. За первым эоном — Пронойей (иначе — Барбело) последовало появление других эонов. Высший мир стал представлять собой единство во множестве, обеспеченное двусторонним знанием — самопознанием единого и эонов.

## Антропогония
Сотворение человека начинается с откровения Единого. Образ Единого открывается с тем, чтобы был исправлен изъян, нанесенный поступком Софии Плероме. Властители
мира земного, то есть первый архонт и его власти творят человека соответственно увиденному ими отражению образа незримого Духа. Образ, сотворенный Ялдаваофом в незнании передает только внешнее сходство с "первым Человеком" вышнего мира.
Многие ангелы и демоны трудились над частями "вещественного и душевного тела" человека . Однако тело человека оставалось неподвижным до тех пор, пока сила света не
перешла в него от Ялдаваофа, дунувшего ему в лицо по наущению посланцев света. Посланцы пришли в мир, чтобы защитить в человеке силы Софии, чтобы Плерома
стала вновь без изъяна. С этой же задачей в помощь человеку посылается Эпинойа света, то есть производная света. Она помогает всему творению, трудясь вместе с ним,
направляя его к свету.

## Гностические мотивы
Важное место в апокрифе Иоанна, как и во всей гностической философии отводится теме самопознания. Для гностиков незнание – зло и тьма, а знание - свет и истина. В тексте четко прослеживается мысль, что незнание есть злодеяние. В этом ключе в тексте истолковывается акт последнего Эона Софии, приведший к рождению не знающего себя архонта Ялдаваофа. Кроме того, о связи незнания и зла говорится в частях, посвященных созданию человека и спасению человеческих душ. Свет и свобода от зла не присущи сотворенному, но они низошли от мира вышнего. Этот верховный мир, вышедший из Единого посредством самопознания им самого Себя обладает высшим знанием. С точки зрения гностицизма апокрифа, человек является «образом совершенного Человека», носителем высшего знания, полученного от Монады, Единого. Это знание необходимо познать. Познавая самого себя, человек познает основы мироздания. Таким образом, согласно гностическому умонастроению, в самопознании человек-гностик смыкается с мирозданием, начинает обладать высшим знанием. Еще одной характерной чертой памятника является дифференциация людей на две группы: избранных, способных постичь знание, называемых в тексте представителями «рода недвижимого», и не избранных, не способных приблизится к постижению истины. Также важное место в памятнике занимает общая для всех гностических систем проблема дуализма, то есть противопоставления духа и материи. Например, в мифе о Ялдаваофе образование низшего материального мира трактуется как нарушение единства в высшем духовном мире. В результате этого разлада появляется материя, постоянно вступающая в противоборство с духом.

## Композиционные и стилистические особенности текста
- Прием «Рассказ в рассказе»: повествование в апокрифе идет сначала от третьего лица, а потом от первого.
- Через все произведение красной нитью проходят две линии: линия Иоанна, соответствующая пути познающего, и линия спасителя — пути посвящающего.
- В апокрифе наблюдается разная манера повествований. Создается впечатление, что текст апокрифа был составлен из множества отдельных частей.
- Текст памятника пестрит аллюзиями на различные культурные традиции: зороастризм, иудаизм, иранскую мифологию, христианство, верования кумранитов. Например, фарисей упоминающийся в начале текста в диалоге с Иоанном носит имя зороастрийского духа зла Аримана.